# زاوت (شهر)
زاوت شهری در استان رازگراد کشور بلغارستان است که جمعیت آن در سال ۲۰۰۱ میلادی ۴٬۲۰۸ نفر بوده‌است.

## نگارخانه

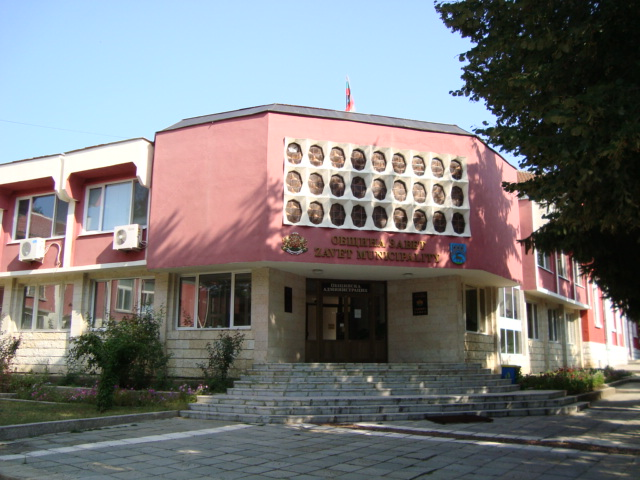
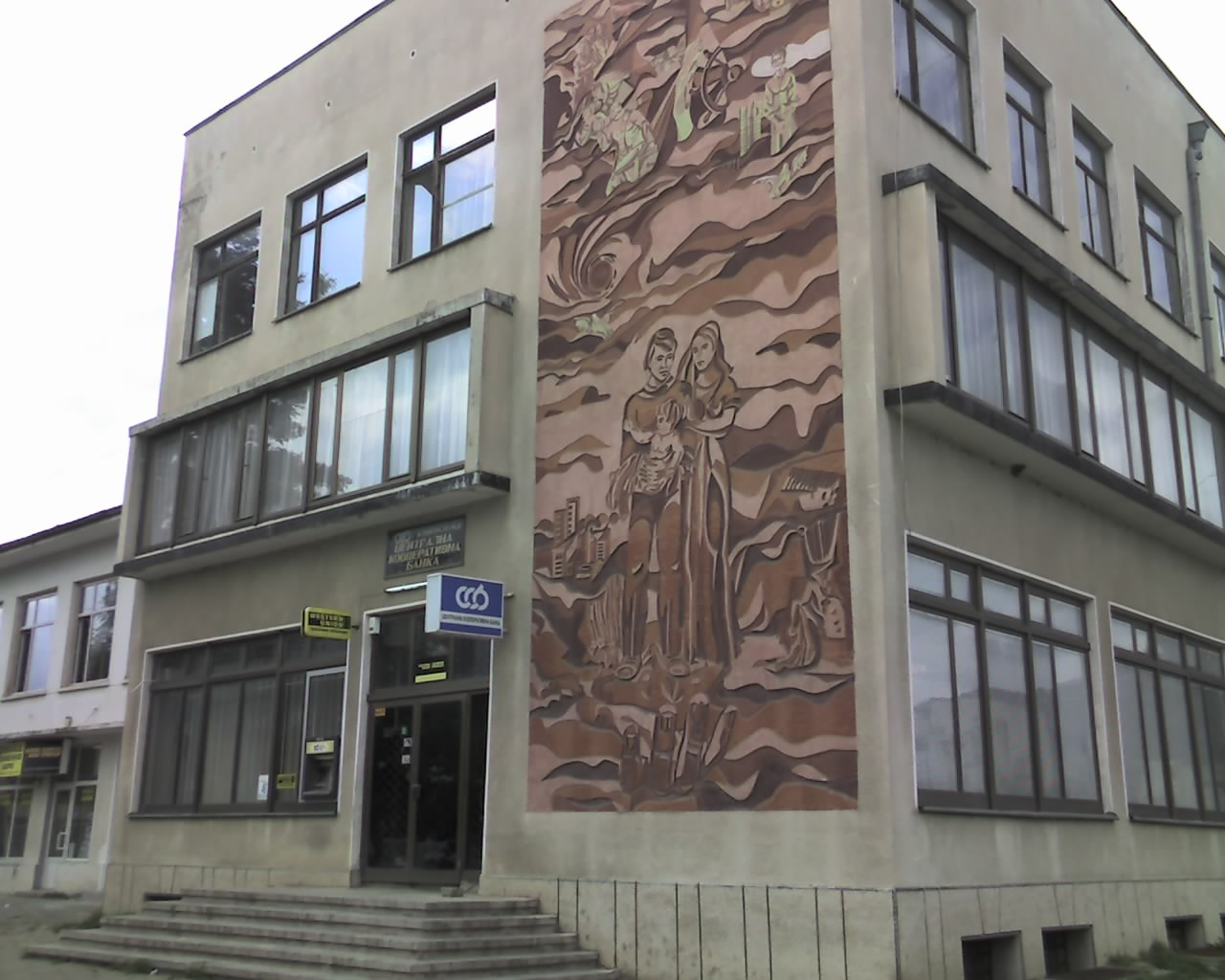